# Пророчества эллинских мудрецов
«Пророчества еллинских мудрецов» — памятники древнерусской литературы, компилятивный сборник переведённых на русский язык текстов, содержащий подборки изречений античных философов, прорицательниц-сивилл, других античных персонажей, о Боговоплощении Иисуса Христа и догмата о Пресвятой Троице. Как правило, это имеющие христианскую направленность толкования смутных текстов известных пророчеств или подлоги, составленные в апологетических целях в первые века христианства. Тем не менее они пользовались определённым доверием и среди образованных христиан, хотя отчасти подвергались критике. Попав в обиход русских книжников в начале XVI века, неоднократно переписывались вплоть до XVIII века.
Писания античных философов были известны на Руси и ранее. Одно из редких упоминаний находится в послании Климента Смолятича смоленскому священнику Фоме (XII век): «Весьма несправедливо говоришь, будто бы я, оставив почитаемые писания, стал писать из Гомера, и Аристотеля, и Платона, прославившихся эллинскими хитростями». По-видимому, Климент был весьма начитан не только в святоотеческой, но и античной литературе. Однако сами его оправдания красноречиво говорят о месте языческих философов в русской книжности. Вероятно «языческая апология» христианства, появившаяся в первые века христианской проповеди, на Руси в то время была не известна, просто не востребована.

## «Пророчества еллинских мудрецов» в русской литературе
В русском языке «Пророчества» впервые появляются в составе Хронографа 1512 года. Известны в двух основных редакциях, которые условно можно назвать «хронографической» и «редакцией Гурия (Тушина)». Вторая редакция не имеет постоянного состава.
«Пророчества еллинских мудрецов» из Хронографа 1512 года содержат выдержки из Палеи Исторической, «Сказания о Ермии» (Гермесе Трисмегисте), «Сказания Афродитиана» и переведённого с латыни «Сказания о двенадцати Сивиллах».
В Хронографе 1512 года «Пророчества еллинских мудрецов» последуют главе о ветхозаветных пророчествах (Глава 81) и как бы продолжают её. К первой редакции кроме статьи из Хронографа 1512 года относится статья Хронографа 1617 года, которая помещена в 52 главе. В Хронографе 1617 года добавлено «Сказание о двенадцати сивиллах», которыми заканчивается глава 51-я.
Пророчества персидских волхвов заимствованы из «Сказание Афродитиана». Волхвы названы по именам, им приписываются отсутствующие в Евангелии пророческие слова. Апокрифическое «Сказания Афродитиана» известно в русском переводе с XI века и содержит рассказ о поклонении волхвов новорождённому Христу. Однако рассказ этот полон невероятных подробностей и противоречит Евангелию. Впоследствии «Сказание» попало в список отреченных книг, однако вошло в Макарьевские Минеи под 25 декабря.
«Пророчества» вошли в последний, 37 сборник Гурия (Тушина) 1523—1526 г. Здесь их состав значительно расширен. У Тушина добавлен Менандр, Солон, Эврипид, Плутарх, но нет волхвов, Аполлона и Диониса. Включены пророчества сивилл, которых нет в хронографической редакции. «Пророчества» Аристотеля и Платона — иные. В Хронографической редакции это скорее общие философские воззрения, из которых не обязательно следуют христианские догматы. В тушинской же редакции приведены апокрифические предсказания о рождении Христа от Девы (Аристотель), а также рассказ о явлении во сне некоему христианину Платона, который сообщил о своём обращении при схождении Христа в ад. В отличие от редакции Хронографа, здесь добавлены канонические ветхозаветные пророчества Иисуса сына Сирахова и волхва Валаама, которые цитированы близко к тексту Священного Писания. Особенность этой редакции — подчеркнутость темы Боговоплощения. Тушинская редакция, похоже, оставляет место для скептицизма и не носит безусловного характера: «неции реша…» (некие говорили) — такое заявление предваряет весь текст. Дважды повторённая ссылка на «неких» позволяет считать, что сам составитель не сильно доверял своим источникам.
Максим Грек, который с 1518 года жил в Москве, с доверием относится к пророчествам сивилл: «Сивилла Халдейская, которая называется также Еврейскою и Персидскою, и имеет особое имя Самбефа… Она много написала пророческого о Владыке Христе и о Его пришествии» Однако свою статью о Сивиллах он сопровождает предупреждением, цитируя апостола Павла: «Учениями различными и чуждыми не увлекайтесь; ибо хорошо благодатью укреплять сердца, а не яствами, от которых не получили пользы занимающиеся ими» (Евр.13:9). Но в отношении пророчеств языческих философов (труды которых Максим хорошо знал) он более осторожен. О Платоне он с некоторым скептицизмом пишет: «Довольно… для Платона, если, действительно, он получил спасение, уверовав в Спасителя, во ад сошедшего». И совсем уже негодует против так называемого «Сказания Афродитиана».
Приведённые примеры относятся к той части русского монашества, которых принято называть «нестяжателями». Что касается отношения к «Пророчествам» другого крыла русского монашества, именуемых «иосифлянами», то, во-первых, неизвестны списки и цитирования, принадлежащие им. Во-вторых (об этом пишет Казакова), митрополит Даниил на суде против Вассиана (Патрикеева) упрекнул его в использовании писаний «елленских мудрецов» при составлении новой «Кормчей», впрочем без всяких оснований. Этот безосновательный упрёк весьма показателен: в среде «осифлян» языческая мудрость уважением не пользовалась.
Однако в середине XVII века «Пророчества» включаются в антиеретический сборник, известный как «Кириллова книга», и окончательно перестают быть маргинальными. Создана «Кириллова книга» была в 1644 году по воле царя Михаила Фёдоровича и патриарха Филарета. Иными словами, её появление было санкционировано высшей духовной и светской властью. В это же время «Пророчества» попадают в сборник «Правоверие», принадлежавший библиотеке Кирилло-Белозерского монастыря.
В XVII веке отношение к античным философам в русском обществе меняется. В этом смысле показательна грамота трёх патриархов о иконописании, составленная в ходе Большого московского собора 1667 года. Языческие философы здесь цитируются наравне со святоотеческими писаниями и уже не в связи с сомнительными пророчествами, а относительно теории иконописи. А образы античных мудрецов, практически синхронно со списком Кирилловой книги, появляются в иконописных подлинниках. Со второй половины XVII века образы античных философов прочно занимают своё место в храмовой росписи. Правила написания образов еллинских мудрецов описываются в знаменитой Ерминии Дионисия Фурноаграфиота.

## Еллинские мудрецы и сивиллы в иконографии
Строго говоря, называть изображения языческих философов и сивилл иконами нельзя: предназначены они были не для молитвы, а имели скорее назидательное, дидактическое назначение. На иконных досках они изображались редко, и в более позднее время, но довольно часто попадали в росписи интерьеров храмов.
Античные «пророки» появляются в храмовой росписи в середине XVI века. Одним из первых храмов, получивших изображения языческих прорицателей, стал кремлёвский Благовещенский собор, который был домовой церковью московских правителей. Произошло это в 1564 году при царе Иване Грозном. Языческие философы и сивиллы были изображены в галереях собора, а также на дверях храма. Характерно появление их в составе композиции «Древа Иессеева», изображённой на сводах галереи собора. Композиция представляет Родословие Иисуса Христа и символизирует происхождение Спасителя от рода Давидова (корня Иессеева). В композицию входят изображения пророков, предвозвестивших приход Спасителя. Языческие мудрецы изображены вместе с ними. Изображения снабжены текстами пророчеств, которые приписывали тому или иному персонажу. Изображения сивилл и философов есть и на дверях южного портала Успенского собора Московского Кремля.
Примерно к этому же времени относятся и фрески Рождественского собора Пафнутиева-Боровского монастыря. Здесь фигуры античных философов и сивилл размещены на колоннах северной паперти Рождественского собора монастыря. При всей самостоятельности исполнения иконографической программы росписи храма, очевидна связь пафнутьевских фресок с росписями Благовещенского собора.
В конце XVII — начале XVIII века «столичные» сюжеты распространяются и на периферии. Известны изображения сивилл на иконах из церкви Спаса на Валушках и Покрово-Власьевской в Каргополе, в Великом Устюге, Костроме. В Муроме в церкви Николы Набережного на клиросе изображены все 12 сивилл. Изображения датируются 1715 годом и связаны с ктитором Николо-Набережной церкви, столичным священником Дмитрием Христофоровым. Однако, если сивиллам Благовещенского собора придан пророческий, аскетический облик, то сивиллы XVIII века выглядят вполне по-светски, даже фривольно.
Кроме образов, связанных с «Пророчествами» известны и другие античные персонажи. Это Дий (Зевс русских источников) и Вергилий из росписи Воскресенской церкви села Карельское Сельцо Тамбовской губернии, датированные 1719—1720 годами. Любопытно, что пророчество, приписываемое Зевсу представляет собой парафраз из книги Деяний (Деян.14:11-17), произнесённый Павлом в обличение жителей Листры, принявших апостолов за Зевса и «Ермия» (Гермеса). Редкое изображение Вергилия имеет параллель только с фреской из Благовещенского собора. На свитке Вергилия: «Отверзеся небеса и виде свыя хляби небес, уже бо хощет…». Эта фраза из четвёртой эклоги согласно римско-католической традиции рассматривается как пророчество о рождении Мессии.
Изображения языческих философов и сивилл появляются вместе с богословско-дидактическими иконами и сопутствуют им.
Едва ли не раньше античные персонажи появляются в храмах новгородской земли. Так, по описанию архимандрита Макария в Николаевской церкви новгородского Отенского монастыря есть изображения сивилл и Гомера, снабжённые пророчествами. В Никольской церкви Вяжищского монастыря изображены Платон, Гермес Трисмегист, Еврипид. Сильно повреждённые изображения языческих философов известны в Спасо-Преображенском соборе Хутынского монастыря.

## Эллинские мудрецы и сивиллы на Востоке и Западе
Если в случае России о появлении античных персонажей аргументированно можно говорить только для XVI века, и, возможно, несколько ранее для Новгорода и Пскова, то в Европе, как на православном востоке, так и на латинском западе эти сюжеты получили распространение раньше.
Самые яркие образцы подобных изображений присутствуют в росписи знаменитой Сикстинской капеллы в Ватикане, расписанной Микеланджело (1508—1512). Здесь в росписях потолка сивиллы получили равноправное место рядом с ветхозаветными пророками. Подобные персонажи есть и в алтаре Гентского собора, расписанного Ван Эйком в 1432 году. На полу кафедрального собора Сиены мы видим изображение сивилл (1480). Интересно изображение Гермеса Трисмегиста и Моисея, тоже из сиенского собора. Языческий философ и ветхозаветный пророк изображены как современники: мастер явно поставил между ними знак равенства. К более ранним примерам можно отнести изображение сивиллы — «Императрицы Эфиопской» в «Древе Иесеевом» в церкви Арильи (1296). Изображение сивиллы находилось в мозаике Вифлеемской базилики, созданной византийскими мастерами в конце XII века (1169).
Упомянутая ранее композиция «Древа Иессеева», по всей видимости, западного происхождения. Наиболее древнее изображение «Древа» известно на витраже в соборе аббатства Сен-Дени (1144 год), откуда эта композиция, вероятно, и получила распространение. «Древо Иессеево» сохранилось в соборе Шартра (1150). Языческие персонажи в составе «Древа» появляются на миниатюрах начала XIII века. В псалтыри из библиотеки в Вольфенбюттеле изображён Вергилий, в псалтыри королевы Ингебург (около 1200 года) изображена сивилла с короной на голове. На востоке эти персонажи появляются в XII веке (1169 год) в мозаике базилики Рождества Христова в Вифлееме, выполненной при иерусалимском короле Аморее греческими мастерами. Здесь в композиции присутствует изображение сивиллы. В церкви Арильи, в Сербии, сивилла присутствует в подобной композиции. В церкви Богородицы Левишки в Призрене изображена «царица Савская» и три философа, из которых узнаваемы Платон и Плутарх. В Бачковском монастыре в трапезной в «Древе Иессеевом» (1621—1623) — двенадцать античных фигур, столько же, сколько и пророков. И. Дуйчев обращает внимание, что это число апостолов, ближайших учеников Христа. В позднее время в композицию включается большее число античных персонажей. В трапезной афонской лавры святого Афанасия (1512 год) в составе «Древа Иессеева», кроме сивиллы, целый список античных философов: Филон, Солон, Пифагор, Сократ, Гомер, Платон, Аристотель и другие.

## Причины появления «языческой апологии»
Появление «языческой апологии» христианства, по мнению ряда исследователей, связано с распространением ересей и вольнодумства в русской среде. Действительно, впервые эти тексты появляются в начале XVI века, когда события, связанные с ересью жидовствующих, ещё свежи в памяти. А интерес к античному наследию, который ярко проявился в среде еретиков, делает языческих философов авторитетными свидетелями. Отечественные защитники христианского учения обращаются к опыту раннехристианского времени. В предисловии к списку 1602 года сказано: «Зри, июдейстии любомудрецы и еллинстии философи, еже пишут сих в соборех на церковных вратех для проречения их, еже прорекоша от девицы о христове воплощении».